# Peribatodes panorma
Peribatodes panorma är en fjärilsart som beskrevs av Eugen Wehrli 1943. Peribatodes panorma ingår i släktet Peribatodes och familjen mätare. Inga underarter finns listade i Catalogue of Life.